# 穆卢尔
穆卢尔（Mulur），是印度卡纳塔克邦Dakshina Kannada县的一个城镇。总人口5057（2001年）。

## 人口
该地2001年总人口5057人，其中男性2328人，女性2729人；0—6岁人口526人，其中男276人，女250人；识字率75.66%，其中男性为78.95%，女性为72.85%。